# ТЕС Ашгабат
37°49′43″ пн. ш. 58°23′3″ сх. д. / 37.82861° пн. ш. 58.38417° сх. д.
ТЕС Ашгабат – теплова електростанція поблизу столиці Туркменістану міста Ашгабат.
У 2006 році на майданчику станції до ладу дві встановлені на роботу у відкритому циклі газові турбіни потужністю по 127 МВт.
Як паливо ТЕС споживає природний газ, який подали по відгалуженню завдовжки 45 км від газопроводу Шатлик – Ашгабат.
Можливо відзначити, що навколо Ашгабату також знаходяться ТЕС Ахал, ТЕС Дервеза і ТЕС Абадан.